# Vùng của Ả Rập Xê Út
Ả Rập Xê Út được chia thành 13 vùng (tiếng Ả Rập: مناطق إدارية; manātiq idāriyya, số ít منطقة إدارية; mintaqah idariyya). Mỗi vùng lại được chia thành các tỉnh (tiếng Ả Rập: محافظات; muhafazat, số ít محافظة; muhafazah), riêng thủ phủ vùng có vị thế đô thị tự quản (amanah) đứng đầu là thị trưởng (amin). Tổng cộng có 118 thực thể cấp tỉnh. Các tỉnh được chia tiếp thành các phó tỉnh (marakiz, số ít markaz).
Từ năm 1932 đến năm 1980, Ả Rập Xê Út được chia thành 6 (ban đầu là 5) thực thể hành chính-lãnh thổ cấp một, là các tỉnh: Asir (miền nam), El Hasa (miền đông), Hejaz (miền tây), Nejd (miền trung), Rub al Khali (miền đông nam), và Shammar (miền bắc). Vào khoảng năm 1980, tỉnh Bắc được thành lập từ các tỉnh miền tây và miền trung.

## Các vùng
| Khu vực Najd (trung tâm) |          |           |            |       |     |  |  |  |
| Qassim                   | Buraidah | 58.046    | 1.215.858  | 17,5  | 11  |  |  |  |
| Riyadh                   | Riyadh   | 404.240   | 6.777.146  | 13,5  | 20  |  |  |  |
| Khu vực Hejaz (tây)      |          |           |            |       |     |  |  |  |
| Tabuk                    | Tabuk    | 146.072   | 791.535    | 4,7   | 6   |  |  |  |
| Madinah                  | Madinah  | 151.990   | 1.777.933  | 9,9   | 7   |  |  |  |
| Makkah                   | Makkah   | 153.128   | 6.915.006  | 37,9  | 12  |  |  |  |
| Bắc                      |          |           |            |       |     |  |  |  |
| Biên giới Phương Bắc     | Arar     | 111.797   | 320.524    | 2,5   | 3   |  |  |  |
| Jawf                     | Sakakah  | 100.212   | 440.009    | 3,6   | 3   |  |  |  |
| Ha'il                    | Ha'il    | 103.887   | 597.144    | 5,1   | 4   |  |  |  |
| Nam                      |          |           |            |       |     |  |  |  |
| Bahah                    | Al Bahah | 9.921     | 411.888    | 38,1  | 7   |  |  |  |
| Jizan                    | Jizan    | 11.671    | 1.365.110  | 101,6 | 14  |  |  |  |
| 'Asir                    | Abha     | 76.693    | 1.913.392  | 22,0  | 12  |  |  |  |
| Najran                   | Najran   | 149.511   | 505.652    | 2,8   | 8   |  |  |  |
| Đông                     |          |           |            |       |     |  |  |  |
| Vùng Đông                | Dammam   | 672.522   | 4.105.780  | 5,0   | 11  |  |  |  |
| Ả Rập Xê Út              | Riyadh   | 2.149.690 | 27.136.977 | 10,5  | 118 |  |  |  |
|                          |          |           |            |       |     |  |  |  |